# Bertalan Hajtós
Bertalan Hajtós (* 28. September 1965 in Miskolc) ist ein ehemaliger ungarischer Judoka. Er trat bis 1996 im Leichtgewicht an, der Klasse bis 71 kg. Ab 1997 kämpfte er im Halbmittelgewicht. Hajtos gewann 1992 eine olympische Silbermedaille und war 1986 und 1998 Europameister.

## Sportliche Karriere
Hajtos war 1984, 1989 und 1990 ungarischer Meister. 1984 gewann er die Bronzemedaille bei den Junioreneuropameisterschaften. Bei den Europameisterschaften 1985 siegte er im Halbfinale über den Franzosen Richard Melillo, das Finale verlor er gegen den sowjetischen Judoka Tamas Namgalauri. Ebenfalls Silber gewann er bei den Junioreneuropameisterschaften im gleichen Jahr. 1986 gewann er bei den Europameisterschaften in Belgrad im Viertelfinale gegen Melillo und im Halbfinale gegen den Italiener Ezio Gamba. Im Finale besiegte er den Briten Kerrith Brown. Im Jahr darauf unterlag er bei den Europameisterschaften gegen den Deutschen Steffen Stranz und belegte den fünften Platz. 
Beim Olympischen Judo-Turnier 1988 in Seoul unterlag Hajtós nach zwei Siegen gegen den späteren Olympiasieger Marc Alexandre aus Frankreich. Nach zwei weiteren erfolgreichen Kämpfen in der Hoffnungsrunde verlor Hajtós den Kampf um Bronze gegen den sowjetischen Judoka Giorgi Tenadse. Bei den Europameisterschaften 1989 erreichte Hajtós durch einen Halbfinalsieg über Marc Alexandre das Finale gegen den Finnen Jorma Korhonen, das der Finne gewann. Bei den Weltmeisterschaften 1989 verlor er früh gegen den US-Judoka Mike Swain. Mit einem Sieg über Korhonen in der Hoffnungsrunde erreichte er den Kampf um Bronze gegen den Nordkoreaner Li Chang-su und belegte am Ende den fünften Platz. Bei den Europameisterschaften 1990 unterlag er lediglich dem West-Deutschen Guido Schumacher; im Kampf um Bronze bezwang er mit Mike Schulz einen weiteren Deutschen, diesmal aus der letztmals antretenden DDR. Im August 1990 startete Hajtós bei den Goodwill Games in Seattle, nach einer Niederlage gegen Swain belegte er den dritten Platz. 
Bei den Weltmeisterschaften 1991 traf Hajtós nach vier Siegen im Halbfinale auf den späteren Weltmeister Toshihiko Koga aus Japan, auch den Kampf um Bronze gegen den Südkoreaner Chung Hoon verlor Hajtós. Im Jahr darauf besiegte er den Koreaner im Halbfinale der Olympischen Spiele in Barcelona, im Finale war Koga zu stark für Hajtós. 1993 besiegte Hajtós im Halbfinale der Weltmeisterschaften in Hamilton den Italiener Diego Brambilla. Im Finale verlor er gegen den Südkoreaner Chung Hoon. Bei den Europameisterschaften 1994 unterlag er im Halbfinale gegen den Franzosen Patrick Rosso, den Kampf um Bronze gewann er gegen Jorma Korhonen. 1995 und 1996 hatte Hajtós international keine Erfolge. Bei den Olympischen Spielen 1996 gewann er seine beiden ersten Kämpfe und schied dann gegen den Deutschen Martin Schmidt aus.
1997 trat Hajtós bei den Europameisterschaften im Halbmittelgewicht an und belegte nach Niederlagen gegen den Franzosen Djamel Bouras und den Deutschen Dirk Radszat den siebten Platz. Im Jahr darauf gewann er bei den Europameisterschaften 1998 in Oviedo alle fünf Kämpfe, im Finale siegte er über Mehman Assisow aus Aserbaidschan. Dieser zweite Europameistertitel nach zwölf Jahren war der letzte große Erfolg von Bertalan Hajtós. 2000 beendete er seine sportliche Laufbahn.
Der 1,73 m große Bertalan Hajtós startete für Honvéd Budapest.